# 舜耕镇
舜耕镇，是中华人民共和国安徽省淮南市田家庵区下辖的一个乡镇级行政单位。2019年户籍人口55039人。

## 地理
舜耕镇位于田家庵区东北部，南部有舜耕山，镇北为淮河。全镇面积50平方公里。

## 历史沿革
1992年2月，田家庵洞山乡与长青乡合并为洞山乡。1995年7月，洞山乡撤乡建镇，更名舜耕镇。

## 行政区划
舜耕镇下辖以下地区：
王郢社区、舜耕社区、上湖社区、姚南社区、洞山社区、江陈社区、下陶社区、钟郢社区、前锋社区、青丰社区、曹咀社区、赵店社区和姚北村。